# Rata de Feiler
La rata de Feiler (Rattus feileri) és una espècie de mamífer rosegador de la família dels múrids. És endèmica de l'illa indonèsia de Taliabu. Té una llargada de cap a gropa de 176 mm i la cua de 237 mm. L'anatomia del cap i la cua fa pensar que és arborícola. Com que fou descoberta fa poc, l'estat de conservació d'aquesta espècie encara no ha estat avaluat formalment. Tanmateix, els seus descriptors sospiten que podria estar amenaçada per la tala d'arbres, els incendis forestals i l'expansió dels camps de conreu, o que fins i tot es podria haver extingit. Fou anomenada en honor del zoòleg alemany Alfred Feiler.